# Nikołaj Tielegin
Nikołaj Tielegin (ros. Николай Николаевич Телегин; ur. 6 marca 1977) – uzbecki, w latach 1997 - 2002 rosyjski, a potem azerski zapaśnik walczący w stylu wolnym. Zajął 23 miejsce na mistrzostwach świata w 2005. Dziewiąty na mistrzostwach Europy w 2005. Czwarty w Pucharze Świata w 2001. Trzykrotny medalista mistrzostw świata wojskowych w latach 1997 - 2002. Wicemistrz świata juniorów w 1994. Wicemistrz Rosji w 2002.